# Fulton (Texas)
Fulton é uma cidade  localizada no estado norte-americano de Texas, no Condado de Aransas.

## Demografia
Segundo o censo norte-americano de 2000, a sua população era de 1553 habitantes.
Em 2006, foi estimada uma população de 1655, um aumento de 102 (6.6%).

## Geografia
De acordo com o United States Census Bureau tem uma área de
5,7 km², dos quais 3,5 km² cobertos por terra e 2,2 km² cobertos por água.

## Localidades na vizinhança
O diagrama seguinte representa as localidades num raio de 24 km ao redor de Fulton.